# Биатлон на зимних Азиатских играх 2007
Соревнования по биатлону на зимних Азиатских игр 2007 года в Чанчуне прошли с 29 января по 2 февраля в горнолыжном курорте Бэйдаху.
Было разыграно 7 комплектов медалей, по 3 у мужчин и женщин в спринте, индивидуальной гонке и эстафете и 1 в гонке преследования у женщин.

## Медалисты

### Мужчины
| Дисциплина                  | Золото                                      | Серебро                                                      | Бронза                                                                          |
| Спринт, 10 км               | Хидэнори Иса Япония                         | Чжан Чэнъе Китай                                             | Чанг Кин Китай                                                                  |
| Индивидуальная гонка, 20 км | Червяков Александр Казахстан                | Чанг Кин Китай                                               | Хидэнори Иса Япония                                                             |
| Эстафета, 4×7,5 км          | Китай Чанг Кин Жэнь Лун Чжан Чэнъе Тиань Йе | Япония Тацуми Касахара Хидэнори Иса Ёсиюки Асари Синья Саито | Казахстан Сергей Наумик Александр Трифонов Ерден Абдрахманов Червяков Александр |

### Женщины
| Дисциплина                  | Золото                                    | Серебро                                                                           | Бронза                                                          |
| Спринт, 7,5 км              | Лю Сяньин Китай                           | Кун Инчао Китай                                                                   | Донг Сю Китай                                                   |
| Спринт, 7,5 км              | Лю Сяньин Китай                           | Кун Инчао Китай                                                                   | Тамами Танака Япония                                            |
| Гонка преследования, 10 км  | Кун Инчао Китай                           | Лю Сяньин Китай                                                                   | Донг Сю Китай                                                   |
| Гонка преследования, 10 км  | Кун Инчао Китай                           | Лю Сяньин Китай                                                                   | Елена Хрусталёва Казахстан                                      |
| Индивидуальная гонка, 15 км | Лю Сяньин Китай                           | Кун Инчао Китай                                                                   | Ирина Можевитина Казахстан                                      |
| Эстафета, 4×6 км            | Китай Кун Инчао Донг Сю Инь Цяо Лю Сяньин | Казахстан Елена Хрусталёва Виктория Афанасьева Ольга Полторанина Ирина Можевитина | Япония Мэгуми Идзуми Тамами Танака Мэгуми Мацуура Икуё Цукидатэ |

## Медальный зачёт в биатлоне
| Место | Страна    |   |   |   | Всего |
| ----- | --------- | - | - | - | ----- |
| 1     | Китай     | 5 | 5 | 3 | 13    |
| 2     | Япония    | 1 | 1 | 3 | 5     |
| 2     | Казахстан | 1 | 1 | 3 | 5     |
| Всего | Всего     | 7 | 7 | 9 | 23    |